# Austrougarska vojska
Austrougarska vojska bila je kopnena sastavnica oružanih snaga Austro-Ugarske od 1867. do 1918. Sastojala se od Zajedničke vojske (c. i kr. vojska, njem. Gemeinsame Armee) novačene iz svih krajeva Monarhije te tri domobranstva: c. i kr. domobranstva pod imenom Landwehr (za austrijski dio Monarhije), kr. ugarskog domobranstva pod imenom honvédség (za ugarski dio Monarhije) i hrvatsko-slavonskog domobranstva (za Kraljevinu Hrvatsku i Slavoniju). U slučaju rata pridruživao im se i dvojno podijeljeni pučki ustanak (njem. Landsturm).
Postrojbe Zajedničke vojske (kaiserlich und königliche Armee) ili k.u.k. postrojbe su uglavnom bile slabije uvježbane te su imale ograničen pristup novoj opremi, jer su vlade Austrije i Ugarske običavale izdašnije financirati postrojbe svog domobranstva umjesto ravnomjernog razvoja svih grana vojske. Pukovnije domobranstva, Landwehra i honvédséga su imale tri bojne, dok su pukovnije Zajedničke vojske imale četiri.

## Ime
Za kopnene postrojbe podređene austrougarskom Ministarstvu rata postojale su različiti nazivi. U službenim listovima i publikacijama zakona i pravilnika obično se koristio jednostavni naziv Kopnena vojska (Heer) ili Zajednička vojska (Gemeinsames Heer). U slučaju rata, kada su sve postrojbe i grane kopnenih snaga bile podređene jednom tijelu, koristi se naziv c. i kr. vojska (K. u. K. Armee).

## Povijest

### Nastanak
Oslabljen zbog izgubljenog rata, koji je Austrija zajedno s vojskom Njemačkog saveza vodila protiv Prusije, car Franjo Josip I. bio je 1866./7. prisiljen podijeliti suverenitet s Ugarskom, potpisavši Austro-ugarsku nagodbu. Nagodbom su 1867. osnovane zajedničke austrougarske oružane snage, koje se dijele na zajedničku vojsku i ratnu mornaricu te tri domobranstva: c. i kr. domobranstvo pod imenom landwehr (za austrijski dio Monarhije), kr. ugarsko domobranstvo pod imenom honvédség (za ugarski dio Monarhije) i hrvatsko-slavonsko domobranstvo (za Kraljevinu Hrvatsku i Slavoniju) te dvojno podijeljen pučki ustanak.
Zajednička vojska ima zadaću braniti dvojnu monarhiju protiv "izvanjskog neprijatelja i uzdržavati red i sigurnost u zemlji". Domobranstvu je zadaća podupirati zajedničku vojsku i braniti granice od napada, te iznimno za održavanje reda i sigurnosti. Pučki se ustanak (Landsturm) predviđa kao krajnja obrambena mjera u ratu u slučaju prodora neprijatelja na teritorij Monarhije. Posebno je ustrojen tek 1886. Vojna obveza u zajedničkoj vojsci traje 10 godina (3 godine u postrojbi i 7 godina u pričuvi), a u domobranstvu 12 godina (2 godine u postrojbi i 10 godina u pričuvi).

### 1867. – 1914.

#### Zapovjedništvo
Car i kralj Franjo Josip I. bio je, doduše, vrhovni zapovjednik svih postrojbi Monarhije, koje su prisezale na vjernost njemu. No, nakon debakla u Austrijsko-sardinijskom ratu prepustio je vođenje vojske uglavnom Glavnom stožeru. No, do kraja života pokazivao se gotovo isključivo u odori, sudjelovao je u godišnjim manevrima te je imao zadnju riječ prilikom promaknuća, premještenja i odlikovanja, iako nije više bio aktivan u vođenju vojske. Tijekom Prvog svjetskog rata nije posjećivao postrojbe na bojišnici zbog poodmakle dobi (84-86 g.) Za njega, kao i za njegovog nasljednika Karla I., vojska je bila ključni instrument moći monarha u državi, jer je slušala samo careve naredbe. Nakon njega za sve je bio zadužen posebni načelnik Glavnog stožera, dok je ministar rata bio odgovoran za organizaciju, tehniku, obuku, opremu i financiranje. Oba vršitelja dužnosti imenovao je ili promicao sam car i kralj te nisu bila odgovorna parlamentu.
Od 1898. prijestolonasljednik Franjo Ferdinand preuzima poseban položaj. Franjo Josip mu je dodijelio zadaću inspekcije vojske te je prijestolonasljednik u dvorcu Belvedere uspostavio svoj vlastiti vojni ured. Kasnije se aktivirao i na opremanju ratne mornarice te je 1913. preuzeo naslov Glavnog nadzornika cjelokupnih oružanih snaga. Odgovarao je samo caru i kralju, koji mu je dao odriješene ruke za moderniziranje strukture, sve dok ne prekorači sredstva dopuštene u parlamentu. 1914. zbog svoje pozamašne dobi car je imenovao nadvojvodu Friedricha za vrhovnog vojnog zapovjednika. Njegova zadaća je bila prije svega naglasiti ulogu dinastije u ratu. No, Friedrich je po carevoj želji prepustio zapovijedanje načelniku Glavnog stožera Franzu Conradu von Hötzendorfu. Car i kralj Karlo I. sam je preuzeo vrhovno zapovjedništvo od 2. prosinca 1916. do kraja rata.

#### Planovi i operacije
Austro-Ugarska je izbjegavala veće ratove i sukobe između 1867. i 1914., ali je bila uključena u više manjih vojnih akcija, poput zauzimanja BiH i austrougarska uprava Provincija. Ipak, glavni stožer je imao spremne planove za velike sukobe protiv susjeda, posebno Srbije, Italije i Rusije. Krajem 19. stoljeća vojska je korištena u suzbijanju nemira unutar Monarhije: 1882. i 1887. u Beču te protiv njemačkih nacionalista u Grazu i čeških u Pragu u studenom 1897. Vojnici pod zapovjedništvom Conrada von Hotzendorfa korišteni su u suzbijanju izgreda koje su izazvali talijanskih prosvjednici u Trstu 1902. U Hrvatskoj je vojska korištena prilikom Rakovičke bune 1871., u suzbijanju protumađarskih prosvjeda 1883. i ponovno za vrijeme narodnog pokreta 1903.
Najznačajnija operacija austrougarskih postrojbi do rata bilo je Zaposjedanje BiH 1878. Postrojbe pod zapovjedništvom Josipa Filipovića i Stjepana Jovanovića ušle su u bivšu osmansku pokrajinu očekujući slab ili nikakav otpor, no dočekao ih je značajan otpor lokalnih Muslimana i Srba. Unatoč poteškoćana kod Maglaja i Tuzle, Sarajevo je zauzeto u listopadu. Austrougarska strana imala je 5000 žrtava, a neočekivana žestina kampanje dovela je do međusobnih optužbi vojnog i političkog vrha.

### Prvi svjetski rat
Početkom rata, vojska je podijeljena na dvije skupine: manja je napala Srbiju, dok je veća krenula na istočnu bojišnicu protiv Rusije. No, srbijanska kampanja je bila katastrofa – do kraja 1914. nije zauzet gotovo nikakav teritorij po cijenu gubitka 227.000 vojnika (od ukupno 450.000). Na istočnoj bojišnici pošlo je jednako loše – vojska je bila poražena u bitci kod Lemberga, a velika utvrda Pržemysl je opsjednuta te je pala u ruke ruske vojske u ožujku 1915. U svibnju 1915., Italija se pridružila Antanti i napala Austro-Ugarsku. Teške i neodlučne borbe na talijanskoj bojišnici potrajat će do kraja rata. Samo protiv Italije se Austrougarska vojska pokazala učinkovitom, uspjevši zadržati brojčano nadmoćne Talijane. U ljeto iste godine vojska je na istočnom bojištu sudjelovala u zajedničkoj gorličko-tarnowskoj ofenzivi s Nijemcima, a kasnije je, zajedno s bugarskim i njemačkim snagama, zauzela Srbiju. 1916. Rusi su poveli Brusilovljevu ofenzivu, shvativši svoju brojčanu nadmoć nad Austrougarskom vojskom. U toj ofenzivi austrougarska strana je izgubila oko milijun ljudi te se nikad nije oporavila od tog gubitka. Kako je vrijeme teklo, vojska se sve više oslanjala na Njemačku. Od 1916. pouzdanje u njemačku vojnu moć slabi, a nedostatak materijala, nizak moral, teški gubici kao i heterogeni karakter vojske odrazili su se na njenu operativnost. Posljednja dva austrougarska uspjeha, osvajanje Rumunjske i ofenziva u Kobaridima, bili su ostvareni uz pomoć njemačke vojske. Zbog sve većeg oslonca na Njemačku, u vojsci se počeo širiti defetizam.
22. listopada 1918. hrvatska 83. domobranska brigada je odbila zamijeniti 84. brigadu na položaju na talijanskom bojištu radi smjene, što je bio znak za masovno otkazivanje neposlušnosti ostalih naroda u Austrougarskoj vojsci. Odstupivši 30./31. listopada s položaja, 84. brigada je zajedno s 83. brigadom prevezena preko Koruške u domovinu. Istog dana Ugarska je prekinula veze s Austrijom i proglasila zajedničko Ministarstvo rata nezakonitim. Novi mađarski ministar rata Bela Linder pozvao je mađarske pukovnije na povratak s talijanskog bojišta. 3. studenog Monarhija je potpisala prekid rata s Italijom i Antantom, a 6. studenog car Karlo je i službeno raspustio vojsku.

## Brojnost i sastav
1868. bilo je 255.000 aktivnih vojnika, dok se broj mobilizacijom mogao povećati na 800.000. No, to je i dalje bio značajno manje od vojski Francuske, Sjevernonjemačkog saveza ili Rusije, od kojih je svaka mogla mobilizirati više od milijun ljudi. Iako je stanovništvo Monarhije 1900. prešlo 50 milijuna, brojnost vojske bila je ograničena brojkama iz 1889. Tako je na početku stoljeća Austro-Ugarska novačila samo 0,29 % stanovništva, nasuprot 0,47 % u Njemačkoj, 0,35 % u Rusiji i 0,75 % Francuskoj. Zbog uzastopnog protivljenja mađarske strane zahtjevima za povećanje kontigenta ročnika, vojni zakon iz 1889. nije bio mijenjan sve do 1912., što je konačno omogućilo povećanje broja vojnih pripadnika i obveznika.
Etnički sastav odražavao je etničku raznovrsnost države. 1906. od 1000 vojnika, 267 su bili Nijemci, 223 Mađari, 135 Česi, 85 Poljaci, 81 Rusini (ili Ukrajinci), 67 Hrvati (ili Srbi), 64 Rumunji, 38 Slovaci, 26 Slovenci te 14 Talijani. Časnici su bili velikom većinom katolici. 1896. od 1000 časnika, 791 su bili katolici, 86 protestanti, 84 Židovi, 39 pravoslavni i jedan unijat. Austrougarska vojska je bila gotovo jedina među vojskama europskih sila prije 1914. koja je redovno promicala Židove na zapovjedne položaje. Dok su Židovi činili 5 % stanovništva, istovremeno su činili 18 % pričuvnih časnika. Iako nije bio službenih prepreka primanju u službu i napredovanju za Židove, Conrad von Hötzendorf i Franjo Ferdinand ponekad su iskazivali antisemitske svjetonazore. Franjo Ferdinand je također bio optužen i za diskriminaciju prema časnicima protestantima.

## Financiranje i nabava
Nakon 1867. Carevinsko vijeće je bilo pod dominacijom njemačkih liberala, koji su općenito vojsku smatrali reliktom feudalizma. U Budimpešti pak zakonodavci su bili neodlučni odobravati sredstva za Zajedničku vojsku, ali su izdašno financirali ugarsko domobranstvo (Honvédség). 1867. vojni proračun je iznosio 25 % ukupne državne potrošnje, no gospodarska kriza 1873. snažno je pogodila Austro-Ugarsku te su strani promatrači smatrali da država ne bi izdržala veliki rat. Unatoč povećanjima izdvajanja za vojsku tijekom 50-ih i 60-ih godina 19. stoljeća, krajem stoljeća Austro-Ugarska je i dalje trošila najmanje na svoju vojsku od svih europskih velesila. Iako je vojni proračun rastao — s 262 milijuna kruna 1895. na 306 milijuna 1906. — to je i dalje bilo daleko manje po glavi stanovnika od ostalih velikih država u Europi, uključujući i Italiju, te otprilike jednako Rusiji, koja je imala znatno veće stanovništvo. 1912. vojni proračun iznosio je oko 670 milijuna kruna, što je bilo manje od 3,5 % BDP-a, što je ipak bio napredak, budući da je 1906. iznosio svega 2,5 % BDP-a. Istovremeno, u Rusiji, Italiji i Njemačkoj za vojsku se izdvajalo oko 5 % BDP-a.
Na rastućem polju ratnog zrakoplovstva Austro-Ugarska je značajno zaostajala za ostalim europskim zemljama. Iako su odredi balona ustrojeni još 1893., uglavnom su bili dodijeljeni tvrđavnom topništvu, izuzevši razdoblja od 1909. do 1911. kad su podređeni višenamjenskoj prometnoj brigadi. Vojska je kasno shvatila borbenu vrijednost zrakolpova težih od zraka, budući da je do 1911. kupljeno svega 5 zrakoplova. 1914. proračun za ratno zrakoplovstvo je iznosio približno 4 % francuskog. Austro-Ugarska je ušla u rat sa samo 48 borbenih zrakoplova.

## Zapovjedna struktura
Car i kralj, do 1914. de iure vrhovni zapovjednik, imao je na svom dvoru na raspolaganju vojni ured, čije su zadaće bile održavanje veze sa središnjim tijelima: ministarstvom rata u Beču te ministarstvima za zemaljsku obranu u Beču i Budimpešti. Načelnik glavnog stožera, formalno podređen ministru rata, imao je izravan pristup caru.
Za carskog ministra rata (njem. Reichskriegsminister) – od 1911. na ugarski zahtjev carskog i kraljevskog ministra rata (njem. k.u.k. Kriegsminister) – car i kralj je u dogovoru s austrijskim i ugarskim premijerima imenovao visokog generala, koji je bio nadređen sljedećim dužnosnicima:
- načelniku glavnog stožera
- glavnom nadzorniku konjaništva
- glavnom nadzorniku topništva
- nadzorniku tvrđavnog topništva
- glavnom nadzorniku inženjerijskih postrojbi
- glavnom nadzorniku povoznih postrojbi
- glavnom nadzorniku vojnih odgojnih i obrazovnih zavoda
- glavnom nadzorniku opreme
- zapovjedniku sanitetskih postrojbi
- načelniku zbora medicinskih časnika
- glavnom građevinskom inženjeru
- predstojniku vojnog zdravstvenog odbora
- apostolskom vojnom ordinarijatu
- predstojniku vojnog tehničkog odbora
- predstojniku strukovnog računskog odjela.

Tijekom Prvog svjetskog rata uspostavljeno je Vrhovno zapovjedništvo vojske, odn. oružanih snaga – AOK (njem. Armeeoberkommando).
Ministarstvu rata su bila izravno podređena glavna zapovjedništva vojnih područja (kasnije zborovi) na čelu s generalom visoka ranga. Osoblje zapovjedništava vojnih područja dijelilo se na vojni odjel, upravu zbora, vojno-građevinski odjel i pomoćne organe.
- vojni odjel bio je zajedno s načelnikom glavnog stožera dotičnog zbora ili zapovjedništvom područja odgovoran za vođenje i vojne poslove,
- vojno-građevinski odjel bio je nadležan za nefortifikacijske građevinske radove,[19]
- uprava zbora ili vojnog područja bila je nadležna za urpavne i gospodarske poslove,
- pomoćni organi obuhvaćali su brigadira topništva, pravnog referenta, zapovjednika saniteta i vojnog kapelana (ili duhovnike drugih vjera).

## Jezik
Budući da je Austro-Ugarska bila višenacionalna država, njemački je uveden kao zajednički zapovjedni jezik vojske. To je značilo da je svaki ročnik morao naučiti 100 najvažnijih zapovijedi na njemačkom, kako bi mogao izvršavati svoje dužnosti. No, samo jedan mali dio vojske govorio je samo njemački.
Službeni jezik (njem. Dienstsprache) bio je korišten u službenom ophođenju i zapovijedanju. U Austrijskom domobranstvu, Zajedničkoj vojsci i Ratnoj mornarici službeni jezik bio je njemački, u Ugarskom domobranstvu mađarski, a u Hrvatsko-slavonskom domobranstvu hrvatski. Jezik pukovnije (njem. Regimentssprache) bio je jezik većine momčadi pukovnije. Primjerice, u 100. pukovniji Zajedničke vojske u Krakovu 27 % pripadnika je bilo Nijemaca, 33 % Čeha i 37 % Poljaka, tako da su postojala tri pukovnijska jezika. Svaki službujući časnik morao je za tri godine savladati pukovnijski jezik (u ovom slučaju sva tri).

## Prisega
Prema Vježbovniku za carsku i kraljevsku vojsku iz godine 1873. svi vojnici Zajedničke vojske su polagali sljedeću prisegu vjernosti:
| „ | Svečano prisežem Bogu svemogućemu, da ću Njegovom Apostolskom Veličanstvu, našem Veličanstvu Vladaru i Gospodinu, Franji Josipu Prvom, Božjom milošću caru Austrije, kralju Češke itd. i apostolskom kralju Ugarske, biti vjeran i poslušan, te također najviše od svega slušati njegove generale i općenito sve naše nadređene i starije, a njih same poštovati i štititi, njihove naredbe i zapovijedi u svakoj službi slijediti, protiv svakog neprijatelja, koji god bio, i uvijek kad volja Njegovog Carskog i Kraljevskog Veličanstva to zatraži, na vodi i kopnu, danju i noću, u borbi, u oluji, boju i pothvatima svake vrste, jednom riječju, na svakom mjestu, u svako doba i u svakoj prilici boriti se hrabro i muževno, naše postrojbe, zastavu i topove ni u jednom slučaju napustiti, s neprijateljem ni u kakav sporazum ulaziti, te ponašati se uvijek kako nalaže ratni zakon i kako dobri ratni drugovi zaslužuju i na takav način časno živjeti i umrijeti. Tako mi Bog pomogao. Amen! | ” |
|   | |   |

Prisega za pripadnike domobranstva je bila jednaka, s izuzetkom što je nakon "apostolskom kralju Ugarske" umetnuto "i sankcioniranim zakonima naše domovine", čime, u suprotnosti sa Zajedničkom vojskom, domobranstvo nije bilo obvezano prisegom samo monarhu, već i zakonima pojedine polovice države.

## Zastave
Za razliku od ostalih zemalja, Austrougarska vojska nije imala posebnu zastavu za svaku pukovniju. U Zajedničkoj vojsci i austrijskom domobranstvu u upotrebi su bile bijela i carskožuta inačica. Postrojbe Zajedničke vojske koristile su bijelu inačicu, osim pukovnija br. 2, 4, 39, 41 i 57, koje su nosile carskožutu. Obje inačice za Zajedničku vojsku i c. i kr. domobranstvo nosile su na prednjoj strani veliki grb dinastije Habsburg. Carskožuta zastava nosila je i na stražnjoj strani isti grb (prikazan ispravno, a ne zrcalno) dok je bijela zastava na stražnjoj strani nosila lik Blažene Djevice Marije sa zvjezdanim vijencem. Zastave su bile na objema stranama obrubljene s tri stranice nizom crnih, žutih, crvenih i bijelih trokuta. Stijeg je bio obojan spiralno istim bojama. Na mimohodima i u svečanim prigodama vrh koplja bi se ukrasio kitom hrastova lišća.
Postojale su i posebne zastave za ugarsko i posebno za hrvatsko-slavonsko domobranstvo. Zastava pukovnija hrvatsko-slavonskog domobranstva bila je izmijenjena inačica ugarske zastave. Određeno je da hrvatske domobranske postrojbe nose oznaku (monogram) imena vladara i boje Trojedne Kraljevine Hrvatske, Slavonije i Dalmacije uz grb hrvatsko-ugarske države.
- Bijela zastava Zajedničke vojske/ k.k. domobranstvo (prednja strana)
- Bijela zastava Zajedničke vojske (stražnja strana)
- k.k. domobranstvo (stražnja strana)
- Žuta zastava Zajedničke vojske (obje strane iste)
- Zastava ugarskog domobranstva (prednja strana)
- Zastava ugarskog domobranstva (stražnja strana)
- Zastava hrvatsko-slavonskog domobranstva (prednja strana)
- Zastava hrvatsko-slavonskog domobranstva (stražnja strana)

## Ustroj

### Ustrojbene cjeline i rodovi
| - Pješaštvo - Njemačko pješaštvo - Ugarsko-hrvatsko pješaštvo - BH pješaštvo - c. i kr. poljski lovci - c. kr. domobransko pješaštvo - kr. ug. domobransko pješaštvo - c. kr. vojna streljačka škola - Konjaništvo - Draguni - Husari - Ulani - Domobranski ulani - Domobranski husari - c. kr. Gestütsbranche - kr. ug. Gestütsbranche - Topništvo - Poljsko topništvo - Tvrđavsko topništvo - Tehničko topništvo - c. kr. domobransko topništvo - kr. ug. domobransko topništvo - c. i kr. topnička škola | - Tehničke postrojbe - Pioniere - Sappeure - Željeznička pukovnija - Brzojavna pukovnija - Odjel za sredstva transporta - Pionierzeugswesen - Vojni graditelji - Sanitet - Liječnički časnički zbor - Sanitetske postrojbe - Odjel za lijekove - Veterinarska služba - Ekonomska uprava - Vojni opskrbni zavod - Monturski upravni zavod - Vojna riznica - Računarska služba - Intendanstvo - Povoz | - Vojnoobrazovni zavodi - Časnički institut - Vojne niže realke - Vojne više realke - Vojna akademija - Kadetske škole - Vojno-geografski institut - Pričuvni časnički zbor - Vojno dušobrižništvo - Katoličko - Grko-istočno - Evangeličko - Vojni rabin - Vojni imam | - Vojni zavod za invalide - Generalski zbor - Pobočnici - Stožeri - Generalski stožer - Topnički stožer - Stožer mjeriteljstva - C. i kr. tjelesna garda - Kr. ug. tjelesna garda - C. i kr. prva arcijerska tjelesna garda - C. i kr. trabantska tjelesna garda - C. i kr. tjelesni gardijski konjanički eskadron - C. i kr. tjelesna pješačka satnija - Vojno sudstvo - Vojna policija - Vojno-tehničko povjerenstvo |

## Austrougarska vojska u lipnju 1914.
Iako je car službeno bio vrhovni zapovjednik, zbog njegove poodmakle dobi do 1914. načelnik glavnog stožera, grof Conrad von Hötzendorf je stvarno upravljao vojskom. Hötzendorf je simpatizirao agresivnu vanjsku politiku te se zalagao za korištenje vojne sile za ostvarenje teritorijalnih ambicija prema Italiji i Srbiji. Austrougarska vojska je rat dočekala sa sljedećim resursima:
- 30.000 časnika
- 410.000 dočasnika i vojnika
- 87.000 konja
- 1200 topovskih cijevi

Nakon što je objavljen rat, 3,35 milijuna ljudi (pričuvnika prvog poziva i redovnih ročnika za 1914. godinu) okupljeno je za pokret. Pukovnije domobranstva, Landwehra i honvédséga su imale tri bojne, dok su pukovnije Zajedničke vojske imale četiri. Pričuvnici drugog poziva odmah su pozvani u Pučki ustanak, koji se aktivirao samo u slučaju rata. 1915. imena postrojbi su drastično pojednostavljena te su postrojbe izgubile počasne nazive. Primjreice, k.u.k. Infanterie-Regiment (Hoch und Deutschmeister) No.4 postala je Infanterie-Regiment No. 4.

### Zajednička vojska
Pukovnije Zajedničke vojske nosile su oznaku "carske i kraljevske" (njem. "kaiserlich und königlich", k.u.k.) uz oznaku pokrajine iz koje dolaze.
- 16 zborova
- 49 pješačkih divizija – 76 pješačkih brigada – 14 brdskih brigada
- 8 konjaničkih divizija – 16 konjaničkih brigada
- 102 pješačke pukovnije (svaka četiri bojne) – 4 bh. pješačke pukovnije (svaka četiri bojne)
- 4 carske tirolske lovačke pukovnije (Tiroler Kaiserjäger) (svaka četiri bojne)
- 32 lovačke bojne (Feldjäger)  – 1 bh. lovačka bojna (Bosnisch-Hercegowinisches Feldjäger Bataillon)
- 42 poljske topničke pukovnije (Feldkanonen-Regimenter) – 14 poljske pukovnije haubica (Feldhaubitz-Regimenter)
- 11 brdskih topničkih bitnica  (izvorno Reitende Artillerie Division)  – 14 bitnica teških haubica (izvorno schwere Haubitz-Division)
- 11 brdske topničke pukovnije (Gebirgsartillerie Regimenter)
- 6 pukovnije tvrđavskog topništva (Festungsartillerie Regimenter) – 8 nezavisnih bojni tvrđavskog topništva (selbst. Festungsartillerie Bataillone)
- 15 dragunskih pukovnija – 16 husarskih pukovnija – 11 ulanskih pukovnija
- 16 povoznih bojni
- 23 inženjerijskih bojni (Sappeure/Pioniere) – 1 bojna graditelja mostova (Brücken Bataillon) – 1 eljeznička pukovnija (Eisenbahn-Regiment) – 1 dojavna pukovnija (Telegraphen-Regiment)

### C. i kr. domobranstvo
Pukovnije austrijskog domobranstva nosile su oznaku "carske/kraljevske" (njem. "kaiserlich österreichisch/königlich böhmisch", k.k.). Carsko i kraljevsko domobranstvo je bilo stajaća vojska Austrije, odgovorno za obranu Cislajtanije.
- 35 domobranskih pješačkih pukovnija (Landwehr Infanterie-Regimenter) (svaka tri bojne)
- 6 domobranskih pukovnija ulana
- 8 domobranskih poljsko-topničkih bojni (Feldkanonen) – 8 domobranskih bojni poljskih haubica (Feldhaubitz)

Brdsko pješaštvo i konjaništvo:
- 2 domobranske brdske pješačke pukovnije (Gebirgsinfanterie-Regimenter), br. 4 i br. 27
- 3 pukovnije tirolskih zemaljskih strijelaca (Tiroler Landesschützen Regimenter) – od siječnja 1917. Kaiserschützen; 3. pukovnija je imala četiri umjesto tri bojne
- 1 bojna konjičkih tirolskih zemaljskih strijelaca (Reitende Tiroler Landesschützen)
- 1 bojna konjičkih dalmatinskih zemaljskih strijelaca (Reitende Dalmatiner Landesschützen)

### Kr. ugarsko domobranstvo
Kraljevsko ugarsko domobranstvo je bilo stajaća vojska Kraljevine Ugarske. Pukovnije su nosile oznaku "kraljevske ugarske".
- 6 domobranskih (honvédskih) okružja (Distrikte)
- 2 domobranske pješačke divizije (Infanterie Truppendivisionen)
- 2 domobranske konjaničke divizije (Kavallerie Truppendivisionen)
- 4 domobranske pješačke brigade (Infanteriebrigaden) – 12 nezavisnih domobranskih pješačkih brigada
- 4 domobranske konjaničke brigade (Kavalleriebrigaden)
- 32 domobranske pješačke pukovnije (Infanterie-Regimenter)
- 10 domobranskih husarskih pukovnija (Husaren-Regimenter)
- 8 domobranskih poljsko-topničkih pukovnija (Feldkanonen Regimenter) – 1 bitnica domobranskog brdskog topništva (Reitende Artillerie Abteilung)

#### Hrvatsko-slavonsko domobranstvo
Hrvatsko-slavonsko domobranstvo bilo je podređeno Zemaljskom ministarstvu domobranstva u Budimpešti. Sastojalo se od jednog okružja.
- 1 domobransko okružje
- 1 domobranska pješačka divizija
- 2 domobranske pješačke brigade
- 4 domobranske pješačke pukovnije
- 1 domobranska husarska pukovnija
- 1 domobranska poljsko-topnička pukovnija

## Pučki ustanak
Pučki ustanak (njem. Landsturm) sastojao se od ljudi starosti od 34 do 55 godina koji su pripadali domobranstvu. Pučki ustanak je sačinjavao 40 pukovnija sa 136 bojni u Cislajtaniji te 32 pukovnije s 97 bojni u Translajtaniji. Iako je Pučki ustanak bio pričuvna sila namijenjena pružanju zamjene postrojbama na prvoj crti bojišnice, od njega je ustrojeno 20 brigada koje su se borile na prvoj crti do kraja rata s ostatkom vojske.

## Činovi
| Pješaštvo                                                                                        | Konjaništvo                                                         | Topništvo                                              | Lovci                                                  | Oznake činova | Oznake činova - brdski lovci |
| ------------------------------------------------------------------------------------------------ | ------------------------------------------------------------------- | ------------------------------------------------------ | ------------------------------------------------------ | ------------- | ---------------------------- |
| Vojnici                                                                                          |                                                                     |                                                        |                                                        |               |                              |
| vojnik / domobran Infanterist (njem.) honvéd (mađ.)                                              | dragun/husar/ulan Dragoner/Hussar/Uhlan                             | topnik Kanonier                                        | lovac Jäger                                            |               |                              |
| razvodnik Gefreiter őrvezető (mađ.)                                                              | razvodnik Gefreiter                                                 | Vormeister főtűzér                                     | obhodnjevođa Patrouillenführer járőrvezető             |               |                              |
| Dočasnici                                                                                        |                                                                     |                                                        |                                                        |               |                              |
| desetnik Korporal tizedes (mađ.)                                                                 | desetnik Korporal                                                   | upravljač topa Geschütz-Vormeister                     | podlovac Unterjäger                                    |               |                              |
| vodnik Zugsführer szakaszvezető (mađ.)                                                           | vodnik Zugsführer                                                   | vodnik Zugsführer                                      | vodnik Zugsführer                                      |               |                              |
| narednik Feldwebel őrmester (mađ.)                                                               | stražmeštar Wachtmeister                                            | ognjar Feuerwerker                                     | nadlovac Oberjäger                                     |               |                              |
| kadet-narednik (od 1908. kadet) Kadett-Feldwebel kadétőrmester (mađ.)                            | kadet-stražmeštar Kadett-Wachtmeister (Kadett)                      | kadet-ognjar Kadett-Feuerwerker (Kadett)               | kadet-nadlovac Kadett-Oberjäger (Kadett                |               |                              |
| stožerni narednik Stabs-Feldwebel törzsőrmester (mađ.)                                           | stožerni stražmeštar Stabs-Wachtmeister                             | stožerni ognjar Stabs-Feuerwerker                      | stožerni nadlovac Stabs-Oberjäger                      |               |                              |
| stožerni narednik Stabs-Feldwebel törzsőrmester (mađ.)                                           | stožerni stražmeštar Stabs-Wachtmeister                             | stožerni ognjar Stabs-Feuerwerker                      | stožerni nadlovac Stabs-Oberjäger                      |               |                              |
| časnički namjesnik (od lipnja 1915.) Offiziersstellvertreter tiszthelyettes (mađ.)               | časnički namjesnik Offiziersstellvertreter                          | časnički namjesnik Offiziersstellvertreter             | časnički namjesnik Offiziersstellvertreter             |               |                              |
| Časnici-aspiranti                                                                                |                                                                     |                                                        |                                                        |               |                              |
| kadet-časnički zamjenik (do 1908.) Kadett-Offiziersstellvertreter hadapród-tiszthelyettes (mađ.) | kadet-časnički zamjenik Kadett-Offiziersstellvertreter              | kadet-časnički zamjenik Kadett-Offiziersstellvertreter | kadet-časnički zamjenik Kadett-Offiziersstellvertreter |               |                              |
| zastavnik (od 1908. zamijenio prijašnji čin) Fähnrich zászlós (mađ.)                             | zastavnik Fähnrich                                                  | zastavnik Fähnrich                                     | zastavnik Fähnrich                                     |               |                              |
| Niži časnici                                                                                     |                                                                     |                                                        |                                                        |               |                              |
| poručnik Leutnant hadnagy (mađ.)                                                                 | poručnik Leutnant                                                   | poručnik Leutnant                                      | poručnik Leutnant                                      |               |                              |
| natporučnik Oberleutnant főhadnagy (mađ.)                                                        | natporučnik Oberleutnant                                            | natporučnik Oberleutnant                               | natporučnik Oberleutnant                               |               |                              |
| Satnici                                                                                          |                                                                     |                                                        |                                                        |               |                              |
| satnik Hauptmann százados (mađ.)                                                                 | Rittmeister                                                         | satnik Hauptmann                                       | satnik Hauptmann                                       |               |                              |
| Stožerni časnici                                                                                 |                                                                     |                                                        |                                                        |               |                              |
| bojnik Major őrnagy (mađ.)                                                                       | bojnik Major                                                        | bojnik Major                                           | bojnik Major                                           |               |                              |
| potpukovnik Oberstleutnant alezredes (mađ.)                                                      | potpukovnik Oberstleutnant                                          | potpukovnik Oberstleutnant                             | potpukovnik Oberstleutnant                             |               |                              |
| pukovnik Oberst ezredes (mađ.)                                                                   | pukovnik Oberst                                                     | pukovnik Oberst                                        | pukovnik Oberst                                        |               |                              |
| Generali                                                                                         |                                                                     |                                                        |                                                        |               |                              |
| general-bojnik Generalmajor vezérőrnagy (mađ.)                                                   |                                                                     |                                                        |                                                        |               |                              |
| podmaršal Feldmarschalleutnant (FML) altábornagy (mađ.)                                          | podmaršal Feldmarschalleutnant (FML)                                | podmaršal Feldmarschalleutnant (FML)                   | podmaršal Feldmarschalleutnant (FML)                   |               |                              |
| general pješaštva General der Infanterie (GdI) gyalogsági tábornok (mađ.)                        | general konjaništva General der Kavallerie (GdK) lovassági tábornok | general topništva Feldzeugmeister (FZM) táborszernagy  | /                                                      |               |                              |
| general-pukovnik (od 1915.) Generaloberst vezérezredes (mađ.)                                    |                                                                     |                                                        |                                                        |               |                              |
| feldmaršal Feldmarschall (FM) tábornagy (mađ.)                                                   |                                                                     |                                                        |                                                        |               |                              |

## Odore i oprema
Stare bijele odore su zamijenjene u drugoj polovici 19. stoljeća tamnomodrima, koje su kasnije zamijenjene tzv. štuka-sivima, korištenima i u početku Prvog svjetskog rata. U rujnu 1915. poljska siva je prihvaćena kao nova službena boja odore.
Vojnici u pješaštvu sve do početka 1915. nisu nosili kacige, već vunene/pamučne taborske kape. Taj se propust nastojalo što prije ispraviti pribavljanjem kaciga od njemačke vojske, jer je broj poginulih vojnika sa strijelnim ranama glave bio prevelik. Tijekom prvih mjeseci ratovanja na Drini, smrtnost kod ozljeda glave iznosila je i 73,3 %, s time da je veliki broj ranjenika umro do bolnice.

## Vanjske poveznice

### Sestrinski projekti
|  | Zajednički poslužitelj ima još gradiva o temi Austrougarska vojska |

### Mrežna sjedišta
- Austro-Hungarian Land Forces 1848 – 1918 (Austro-ugarska kopnena vojska 1848. – 1918.)  Arhivirana inačica izvorne stranice od 28. svibnja 2014. (Wayback Machine) (engl.)
- www.hrvatski-vojnik.hr – Dinko Čutura: »Naoružanje Austro-ugarske«  Arhivirana inačica izvorne stranice od 2. siječnja 2014. (Wayback Machine)
- Österreich-Ungarns bewaffnete Macht 1900 – 1914 (Austro-ugarske oružane snage 1900. – 1914.) (njem.) (engl.)
- www.hrvatski-vojnik.hr – Velimir Savretić: »Povijest vojnog pištolja austrougarske vojske« (Pištolj Steyr M12)  Arhivirana inačica izvorne stranice od 4. veljače 2015. (Wayback Machine)
- www.weltkriege.at – Die Österreichisch-Ungarische Armee 1914 – 1918 (Austro-ugarska vojska 1914. – 1918.) (njem.)
- www.oocities.org – Leadership of the Empire of Austria-Hungary during World War I (Vodstvo Austro-Ugarske tijekom Prvoga svjetskoga rata) (engl.)
- Militär-Schematismus des österreichischen Kaiserthums (1866) (njem.)
- Antique Photography & Postcards of Austro-Hungarian army 1866-1918  (engl.)